# Flaine

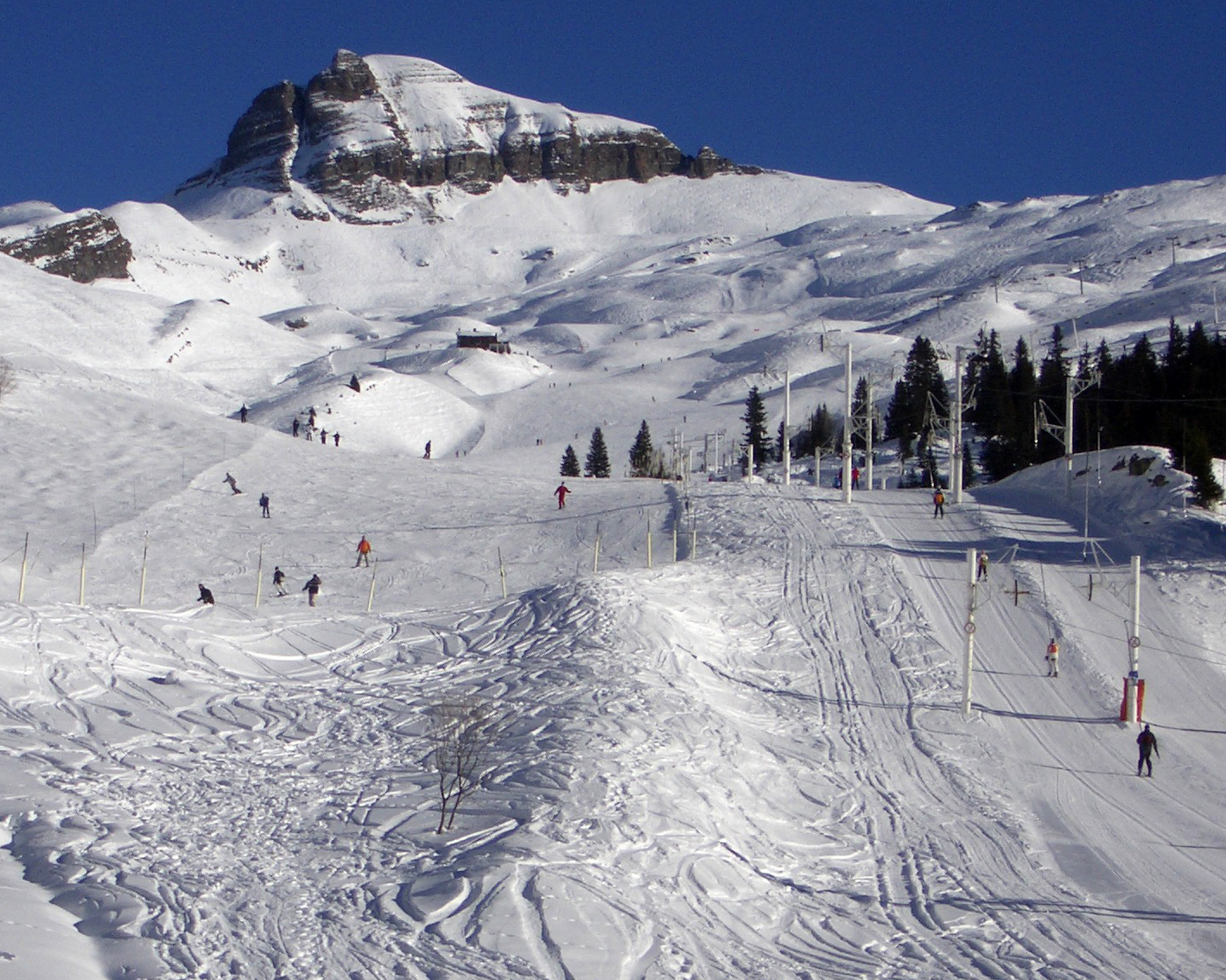
Estación francesa de esquí de Flaine.

Flaine es una estación de esquí situada en la región de Alta Saboya en los Alpes franceses, perteneciente a las comunas francesas de Magland y Arâches. Es parte del dominio vinculado al Grand Massif, con 267 km de pistas esquiables en total. 
En ella se construyó el primer telesilla de alta velocidad de 8 plazas, el Les Grands Vans, y fue la primera estación de esquí europea que dispuso de un sistema de innivación artificial; inauguró su primera red de cañones de nieve en 1973.